# Tetragonodon
Tetragonodon is een geslacht van kreeftachtigen uit de klasse van de Ostracoda (mosselkreeftjes).

## Soorten
- Tetragonodon ctenorhynchus Brady & Norman, 1896
- Tetragonodon ctenorynchus (Brady, 1887)
- Tetragonodon currax Kornicker, 1992
- Tetragonodon erinaceus Brady & Norman, 1896
- Tetragonodon pellax Kornicker, 1989
- Tetragonodon rex Kornicker & Harrison-Nelson, 1999
- Tetragonodon rhamphodes Kornicker, 1968

Niet geaccepteerde soort
- Tetragonodon rhabdion (Kornicker, 1970) geaccepteerd als Harbansus rhabdion (Kornicker, 1970)